# Kae Tempest
Kae Tempest, nato Kate Esther Calvert (Londra, 22 dicembre 1985), è un musicista e scrittore britannico.

## Biografia, carriera e riconoscimenti
Kae Tempest nasce a Westminster, quartiere della città di Londra, e cresce a Brockley, South East London. Sua madre è una insegnante, suo padre un avvocato. Ha quattro fratelli, da adolescente lavora in un negozio di dischi e frequenta la Thomas Tallis School, che a sedici anni lascia per iscriversi alla BRIT School for Performing Arts and Technology di Croydon. Nello stesso periodo comincia a frequentare le serate open mic al Deal Real in Carnaby Street, nel West End. Si laurea in letteratura inglese al Goldsmiths College.  Della scelta del suo nome d'arte e delle varie dimensioni di sé come artista, Tempest dice:
Si esibisce come supporter per John Cooper Clarke, Billy Bragg e Benjamin Zephaniah e con la sua band Sound of Rum. Si cimenta nella drammaturgia con i testi Wasted e Brand New Ancients, nella poesia con le raccolte Everything Speaks in its Own Way e Hold Your Own, testi con cui riceve premi e riconoscimenti. Il suo primo album Everybody Down (2014, Big Dada, Ninja Tune), prodotto da Dan Carey, riceve una candidatura al Mercury Prize. Tra le sue influenze letterarie e musicali l'artista annovera Samuel Beckett, James Joyce, William Butler Yeats, William Blake, Wystan Hugh Auden e i Wu-Tang Clan, nonché Bob Dylan.
(Kae Tempest)
Partecipa come performer headliner ai principali festival musicali, con Kwake Bass alla batteria, Dan Carey ai sintetizzatori e Hinako Omori alle tastiere
Nel 2015 riceve la nomina a fellow della Royal Society of Literature Il suo primo romanzo, The Bricks That Built The Houses, (2016, Bloomsbury) è un grande successo di pubblico e critica.

L'album Let Them Eat Chaos (2016) Ha debuttato al nº 28 della UK Albums Chart, venendo successivamente ri-edito in formato cartaceo (sempre da Picador), anche in Italia a cura di E/O, con il titolo Che mangino caos e nuovamente nominato al Mercury Prize. Nel 2018 riceve una candidatura come miglior artista solista femminile britannica ai Brit Awards Nel 2021 riceve il Leone d'argento alla Biennale Teatro di Venezia.  

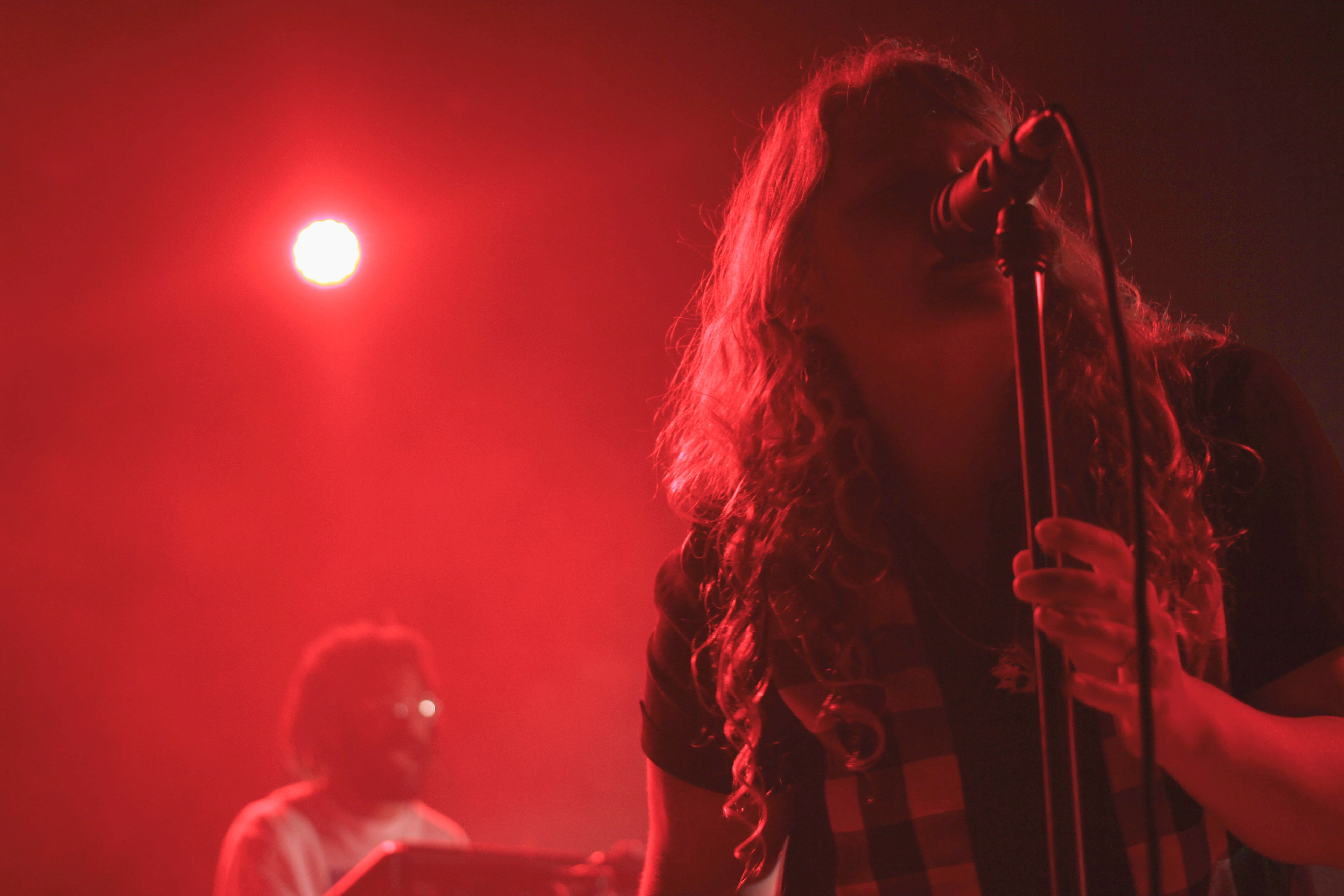
Kae Tempest al Way Out West 2015 a Göteborg, in Svezia

Il lavoro letterario e drammaturgico di Tempest viene accolto dalla critica con grande entusiasmo:
(The Economist)
(The Guardian)
(The Guardian, 2013)
Nel 2020, con un post su Instagram, parla pubblicamente della percezione di sé e della sua identità sessuale, e cambia il nome in Kae:
Nel 2022 esce il suo terzo album, The Line is a Curve, che registra una buona accoglienza di pubblico e critica, trainato dal singolo More pressure:
(Kae Tempest)
Il 4 luglio 2025 Tempest pubblica il suo quarto album in studio Self Titled, anticipato dai singoli Statue in the Square, Know Yourself e Diagnoses. Scritto e prodotto per la parte musicale insieme a Fraser T. Smith, che subentra in ciò a Dan Carey, il lavoro contiene fra l'altro i featuring di Neil Tennant, Tawiah, Connie Constance e Young Fathers.

## Discografia
Album in studio
- 2011 – Balance (con i Sound of Rum)
- 2014 – Everybody Down – nominato al Mercury Prize 2014
- 2016 – Let Them Eat Chaos - nominato al Mercury Prize 2017[30]
- 2019 – The Book of Traps and Lessons
- 2022 –  The Line is a Curve
- 2025 –  Self Titled

EP
- 2012 – Everything Speaks in its Own Way

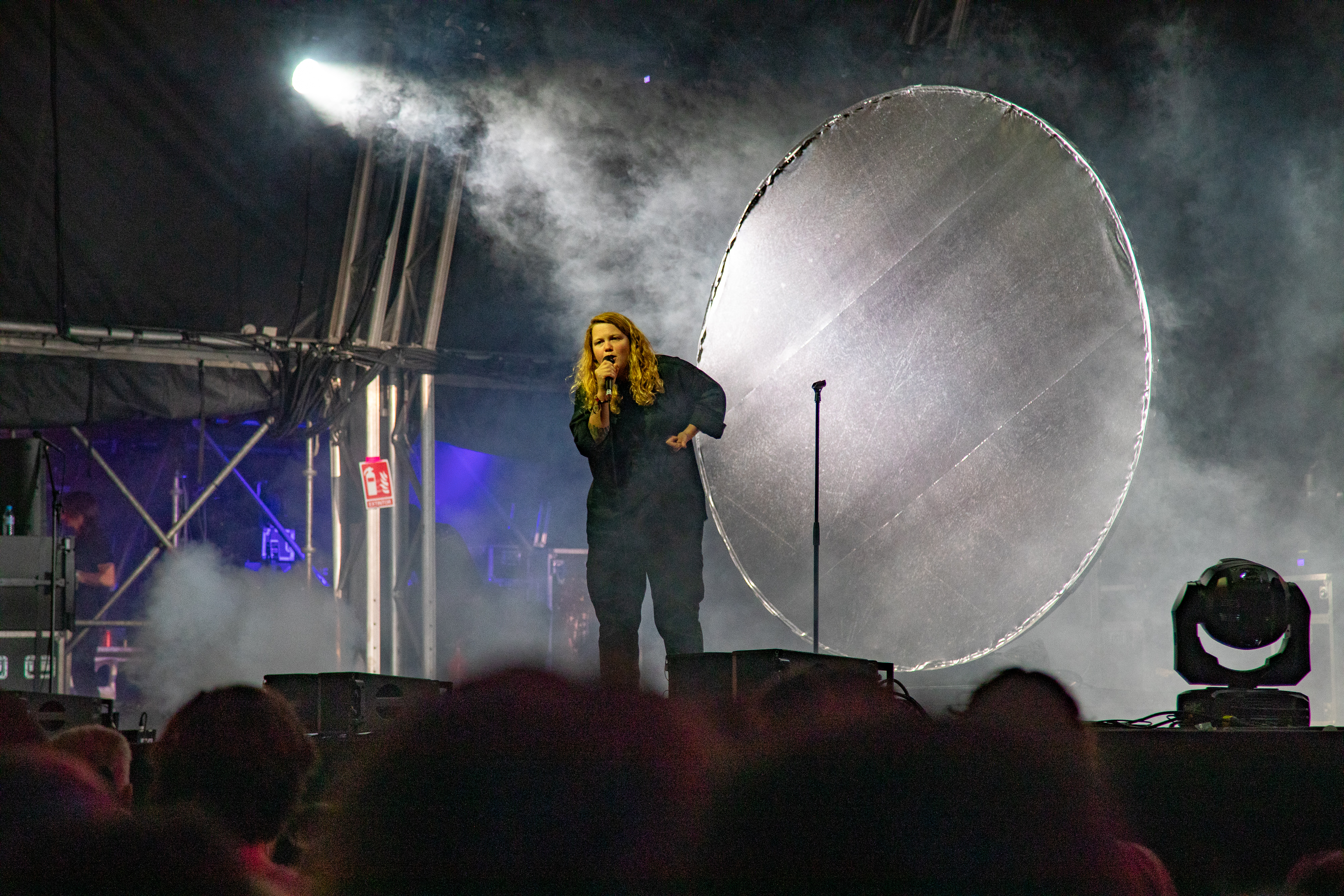
Kae Tempest al Primavera Sound 2019

- 2013 – Brand New Ancients
- 2014 – Hold Your Own
- 2018 – Running Upon The Wires

Singoli
- 2014 – Our Town
- 2014 – Hot Night Cold Spaceship
- 2015 – Bad Place for a Good Time
- 2016 – Guts (feat. Loyle Carner)

## Opere

### Raccolte poetiche
- (EN) Everything Speaks in its Own Way, Zingaro Books, 2012.
- (EN, IT) Antichi nuovi di zecca / Brand New Ancients, traduzione di Riccardo Duranti, Edizioni e/o, 2019  [2013].
- (EN, IT) Hold Your Own / Resta te stessa, traduzione di Riccardo Duranti, Edizioni e/o, 2018  [2014].
- (EN, IT) Let Them Eat Chaos / Che mangino caos, traduzione di Riccardo Duranti, Edizioni e/o, 2017  [2016].
- (EN, IT) Running Upon the Wires / Un arpeggio sulle corde, traduzione di Riccardo Duranti, Edizioni e/o, 2021  [2018].
- (EN) Divisible by Itself and One, Pan Books, 2023.

### Performance di spoken word
- 2012 – Brand New Ancients – Ted Hughes Award 2013 (pubblicato in CD)

### Opere teatrali
- 2013 – Wasted
- 2014 – Glasshouse
- 2014 – Hopelessly Devoted
- 2021 – Paradise

### Romanzi
- Le buone intenzioni [The Bricks That Built the Houses], traduzione di Simona Vinci, Frassinelli, 2017  [2016].

### Saggi
- Connessioni [On Connections], traduzione di Riccardo Duranti, Edizioni e/o, 2022  [2020].